# Professional'nyj Basketbol'nyj klub Ural Great Perm'
Il P.B.K. Ural Great Perm' (russo: Урал-Грейт) è stata una società cestistica avente sede nella città di Perm', in Russia. Fondata nel 1995, nel 2009, a causa di problemi finanziari venne sciolta.
Disputava le partite interne all'Universal Sports Palace Molot, che ha una capacità di 7.000 spettatori.

## Palmarès
- Campionato russo: 2

2000-01, 2001-2002
- Coppa di Russia: 1

2003-2004
- FIBA EuroCup Challenge: 1

2005-2006
- Lega NEBL: 1

2000-2001